# Насу Дайсуке
Дайсуке Насу (яп. 那須大亮, нар. 10 жовтня 1981, Макурадзакі) — японський футболіст, захисник клубу «Урава Ред Даймондс».
Виступав, зокрема, за клуб «Йокогама Ф. Марінос».

## Ігрова кар'єра
У дорослому футболі дебютував 2002 року виступами за команду клубу «Йокогама Ф. Марінос», в якій провів п'ять сезонів, взявши участь у 119 матчах чемпіонату. Більшість часу, проведеного у складі «Йокогама Ф. Марінос», був основним гравцем захисту команди.
Згодом з 2008 по 2012 рік грав у складі команд клубів «Токіо Верді», «Джубіло Івата» та «Касіва Рейсол».
До складу клубу «Урава Ред Даймондс» приєднався 2013 року. Відтоді встиг відіграти за команду з міста Сайтама 109 матчів в національному чемпіонаті.

## Титули і досягнення
- Чемпіон Японії (2):

«Йокогама Ф. Марінос»: 2003, 2004
- Володар Кубка Імператора (2):

«Касіва Рейсол»: 2012
«Віссел Кобе»: 2019
- Володар Кубка Джей-ліги (2):

«Джубіло Івата»: 2010
«Урава Ред Даймондс»: 2016
- Володар Суперкубка Японії (1):

«Касіва Рейсол»: 2012
- Володар Кубка банку Суруга (2):

«Джубіло Івата»: 2011
«Урава Ред Даймондс»: 2017
- Переможець Ліги чемпіонів АФК (1):

«Урава Ред Даймондс»: 2017
Збірні
- Срібний призер Азійських ігор: 2002